# 中野太陽廣場城

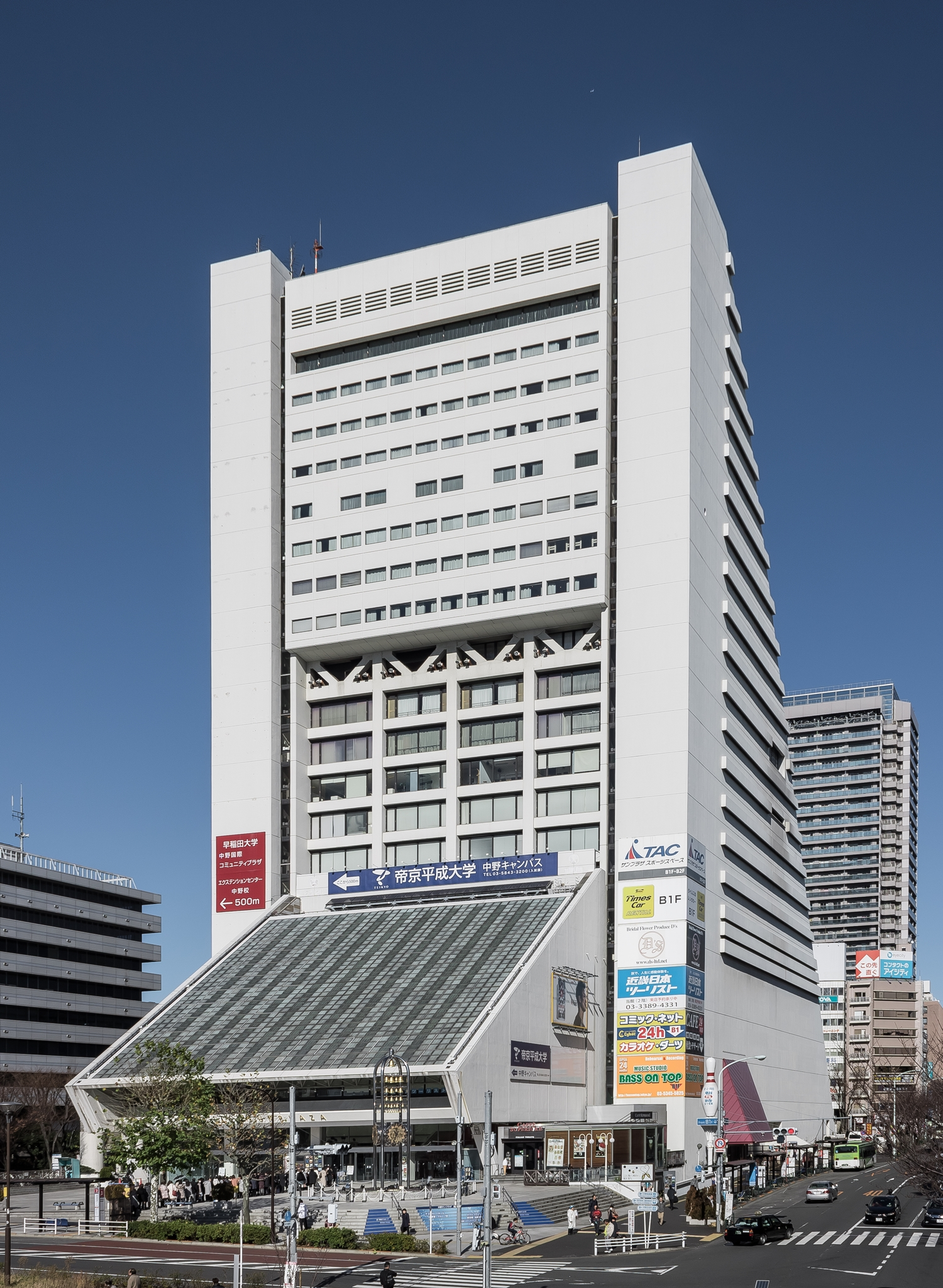
2016年時的中野太陽廣場

中野太陽廣場城（日语：NAKANOサンプラザシティ）是位於日本東京都中野區中野4丁目的一個大規模都市更新設施。該計劃預計重建中野太陽廣場、中野區役所、中野車站等設施。2021年5月6日，中野區和以野村不動產為代表的集團簽署基本協議書，目標在2028財年竣工。